# 19th Indiana Infantry

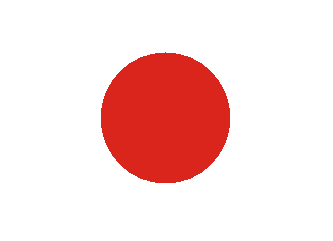

Le 19th Indiana Volunteer Infantry Regiment est un régiment d'infanterie qui sert dans l'armée de l'Union pendant la guerre de Sécession. Il est l'un des premiers régiments de l'Iron Brigade (brigade de fer) de l'armée du Potomac.

## Service
Le 19th Indiana est levé à Indianapolis, dans l'Indiana, le 29 juillet 1861. Il participe à de sévères combats en 1862 lors de la campagne de Virginie du Nord. Lors de sa première bataille à Gainesville, le 19th Inidiana soutient le flanc gauche du 2nd Wisconsin assiégé, combattant contre les confédérés à proximité des bâtiments de la ferme de John Brawner. Il combat également pendant la partie principale de la seconde bataille de Bull Run, où avec le reste de l'Iron Brigade, il fait partie de l'arrière-garde couvrant la retraite de l'armée de l'Union du général John Pope. Au cours de la campagne du Maryland, le 19th attaque à Turner's Gap lors de la bataille de South Mountain, et a ensuite subit de considérables pertes en luttant contre la brigade du Texas de Hood dans le champ de maïs de R. D. Miller à Antietam.
Le régiment prend part à la bataille de Chancellorsville au sein de la quatrième brigade de la première division du Ier corps de l'armée du Potomac(p454),.
Au cours de la première journée de la bataille de Gettysburg, le 1er juillet 1863, le 19th repousse une partie de la brigade confédérée de James J. Archer de McPherson's Ridge, puis défend obstinément les hauteurs plus tard dans la journée avant de se retirer pour Seminary Ridge. Lorsque le I corps, se retire sur Cimetery Hill, la brigade de fer et le 19th Indiana sont envoyés à proximité Culp's Hill, où ils se retranchent. Ils participent à relativement peu d'action pendant le reste de la bataille. Le régiment sert plus tard cette année lors des campagnes de Bristoe et de Mine Run et, en 1864, lors de la campagne de l'Overland et du siège de Petersburg.
Le régiment est fusionné avec le 20th Indiana Infantry le 18 octobre 1864.

## Pertes
Le 19th Indiana perd 5 officiers et 194 soldats tués au combat ou morts de blessures, 1 officier et 116 soldats morts de maladie, pour un total de 316 décès.

## Commandants
- Colonel Salomon Meredith
- Colonel Samuel J. Williams

## Dans la fiction
Lucas McCain de The Rifleman sert comme lieutenant dans le 19th Indiana pendant la guerre. Ce contexte est traité au cours d'un épisode où McCain récupère un vétéran sudiste blessé.